# 秘鲁南部铁路
秘魯南部鐵路（西班牙語：Ferrocarril del Sur y Sur Oriente），是秘鲁南部一条连接海港城市莫延多、第二大城市阿雷基帕与安第斯山区诸省份的铁路，除了服务马丘比丘景区的登山线路外，路线均为准轨，全長988公里。路線於1871年开始铺设，并于20世纪前期形成现有规模。

## 历史
19世纪60年代以来，秘鲁政府开始将本国透过矿产开发及出口取得的大量收入用于修筑铁路:124。1871年1月，莫延多至阿雷基帕段铁路开始试运营，此即南部铁路之始。1874年，铁道通车至的的喀喀湖畔的普诺，火车可藉此直达湖畔的码头，翌年，政府开始将铁路由胡利亚卡延伸至库斯科，但因为经费欠缺，加之硝石戰爭的影響，工程并没有立刻启动。1890年，英国与美国取得了该铁路租让权，美国商人亨利·梅格斯实际上控制了铁路:142，铁路得以重新扩建，并于1908年通车至库斯科。1928年，秘鲁政府从美国取回了铁路的管理权与运营权。1928年，该铁路从库斯科修筑了一条前往阿瓜斯卡连特斯的窄轨铁路，以服务前往马丘比丘的观光客，1999年，秘鲁铁路实现民营化後，秘鲁铁路公司开始接管铁路。

## 现况

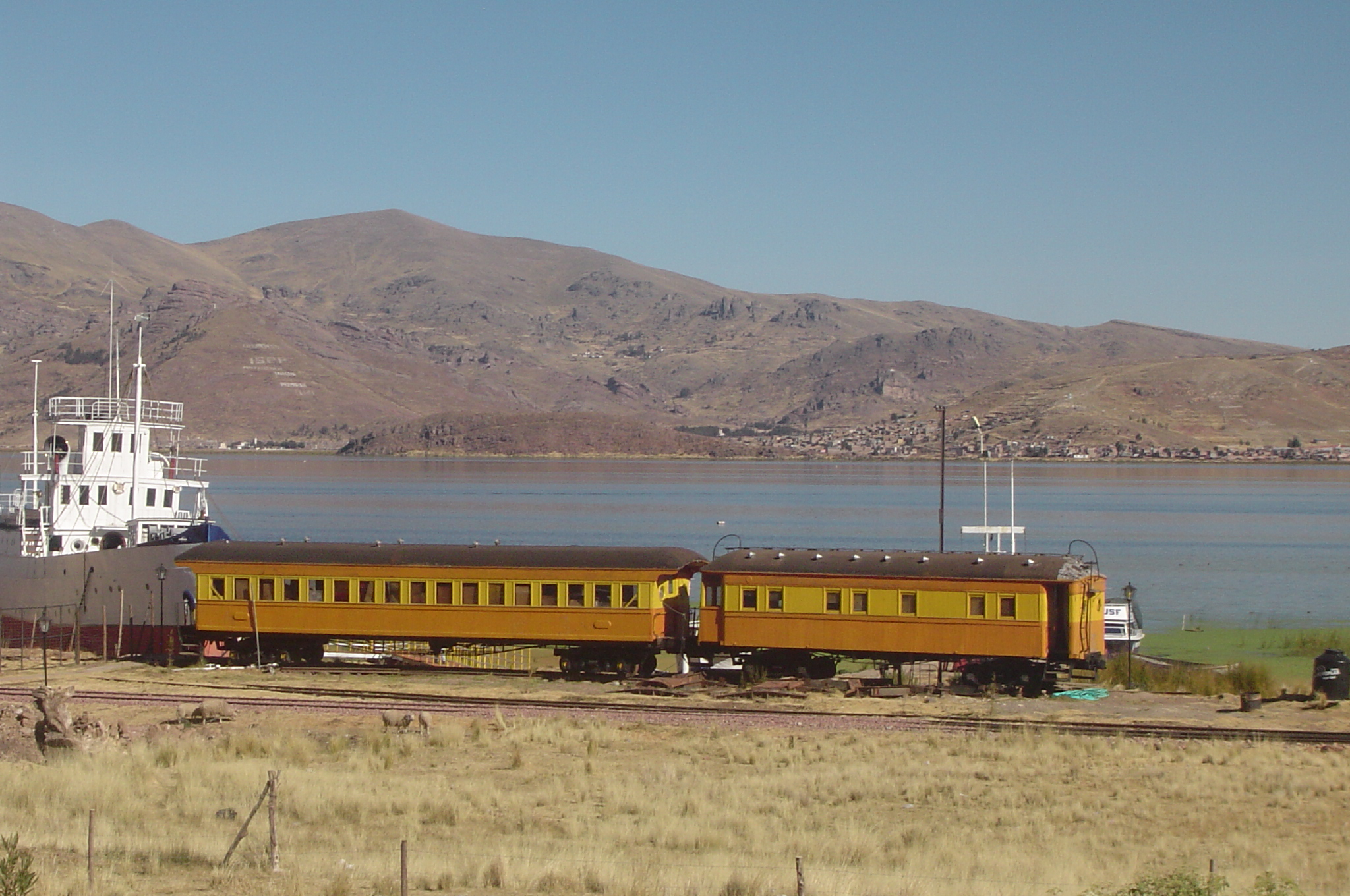
秘鲁南部铁路上两节停靠在普诺湖港畔的客车

南部鐵路全长988公里，主要包括了两条铁路干线，分别是莫延多—胡利亚卡线与库斯科—普诺线，二线均为准轨，其中莫延多—胡利亚卡线从太平洋岸莫延多的马塔腊尼港出发，随即向东北方向行走，经行165公里後到达阿雷基帕，再蜿蜒直行304公里，到达胡利亚卡，共设置13座车站，而中途经过的上克鲁塞罗站（Crucero Alto）标高4,470公尺，为全铁路线的最高点。而库斯科—普诺线则总体呈西北东南走向，全长385公里，设置28座车站，并在胡利亚卡与前往莫延多的路线相衔接，随即从当地延伸至普诺的湖港，上面有鐵路渡輪直达的的喀喀湖对岸玻利维亚的瓜基，并藉此与玻利维亚西部的铁路干线相连接，该渡轮也是南美洲的第一个铁路渡轮。而安第斯山区库斯科等地的羊驼毛、矿石也多经由该铁路出口至海外:525。此外，由库斯科直达阿瓜斯卡连特斯的马丘比丘登山铁路也是南部铁路的一部分，其轨距为914公釐，与前二者不同，全长121公里。